# Karl Klein (Theologe)
Karl Klein (* 22. Dezember 1912 in Dahlbruch; † 5. Februar 2009) war ein deutscher katholischer Theologe, römisch-katholischer Geistlicher und ordentlicher Professor für Fundamentaltheologie.

## Leben
Karl Klein, Sohn eines Kaufmanns, wuchs in Dahlbruch als zweites von vier Kindern auf. Er trat nach seinem Abitur am Theodorianum 1932 in das Collegium Leoninum in Paderborn ein und empfing am 2. April 1938 im Paderborner Dom die Priesterweihe für das Erzbistum Paderborn. Während der Zeit des Nationalsozialismus engagierte Karl Klein sich in der katholischen Sturmschar und war einer der Initiatoren einer Rom-Wallfahrt mit Papst-Audienz bei Pius XII. an Ostern 1935 und mit Repressalien bei der Wiederkehr in das nationalsozialistische Deutschland. Als Pfarrverweser in Alsleben an der Saale wurde er wegen seiner Aktivitäten in der Jugendseelsorge und Gottesdiensten bei polnischen Kriegsgefangenen von der Gestapo verhaftet und für vier Monate in Einzelhaft verurteilt. Er wurde aus Sachsen-Anhalt verwiesen und war Vikar in Falkenhagen bei Lippe und Bielefeld.
Nach Ende des Zweiten Weltkrieges war er ab 1950 Religionslehrer im westfälischen Hamm. Parallel studierte er an der Westfälischen Wilhelms-Universität Münster Religionswissenschaften, Geschichte und Philosophie. Er war nach seinem Staatsexamen bis 1964 Lehrer am Mädchengymnasium Hamm. An der Ludwig-Maximilians-Universität München wurde er mit der Arbeit Der Glaube an der Wende der Neuzeit 1962 zum Dr. theol. promoviert.
Im Jahr 1964 wurde er Dozent für katholische Theologie an der Pädagogischen Hochschule Siegerland, der ersten akademischen Einrichtung in Siegen, die 1965 als wissenschaftliche Hochschule (Pädagogische Hochschule Westfalen-Lippe) umgewandelt wurde. Mit Gründung der Gesamthochschule Siegen im Jahre 1972 erfolgte die Ernennung zum Professor und mit Umwandlung zur Universität-Gesamthochschule Siegen die Ernennung zum ordentlichen Professor für Fundamentaltheologie. Karl Klein baute das Fach Katholische Theologie an der Universität Siegen auf.
1981 wurde Klein emeritiert; bis 2004 leitete er die Gottesdienste im St.-Marien-Krankenhaus Siegen. Er lebte in Wilnsdorf und zuletzt in Anzhausen.